# 広澤克実とDr.イトーのレーザー交遊録!
広澤克実とDr.イトーのレーザー交遊録!（ひろさわかつみとドクター・イトーのレーザーこうゆうろく）はMBSラジオの医療情報番組。

## 概要
- 2009年開始、2011年放送終了[1]。当初は水曜20:30-21:00、後に現在の土曜23:30-24:00となる。
- ヤクルト・巨人・阪神の3球団で4番打者として活躍した広澤克実（野球評論家。MBSタイガースライブゲスト解説）が現役時代、椎間板ヘルニアの治療で携わったDr.イトーこと伊東信久（現在衆議院議員）とふれあったことから実現したトーク番組で、ヘルニアなど最新のレーザー医療技術の情報をわかりやすく解説するとともに、2人の人脈を生かし、様々な分野で活躍する著名人へインタビューする[2]。

## 脚註
1. ↑  元虎戦士広沢氏が維新候補を激励（DAILY SPORTS ONLINE2012年12月3日配信（2012年12月19日閲覧））
2. ↑  広澤克実とDr.イトーのレーザー交遊録！　公式ページ